# António Semedo (ator)
António Semedo, também conhecido como Tó Semedo (6 de agosto de 1950 – 2005), foi um ator, dobrador, escritor e produtor teatral português. É conhecido por ter sido a voz portuguesa de Topo Giggio.

## Biografia
[carece de fontes?] Filho da atriz Maria José e de Artur Semedo, tem como meia-irmã a atriz Rita Ribeiro, fruto do relacionamento da mãe com Curado Ribeiro, seu padrasto. Pelo lado do pai é primo do político do Bloco de Esquerda, João Semedo.
Desde sempre que conviveu no mundo do espetáculo e destacou-se, tanto no ramo do teatro, como cinema, televisão e até na área da música. Tó Semedo tinha uma grande versatilidade vocal, o que fez com que os seus trabalhos na área das dobragens fosse muito requisitado.
Um dos trabalhos que teve maior notoriedade foi a de dobrador de Topo Giggio no início da década de 1980. Destaque-se, também, o seu trabalho de dobragem em séries de desenhos animados como Dragon Ball, Sailor Moon, Os Cavaleiros do Zodíaco entre outras, seja como dobrador seja como diretor de dobragem. Ainda no mundo da representação participou em peças de revista e comédia no Parque Mayer, onde trabalhou com Armando Cortez, Natália Correia, Francisco Nicholson, Mariana Rey Monteiro, Ivone Silva, Camilo de Oliveira, Canto e Castro, Laura Alves e Helena Isabel.
No cinema destaca-se a sua participação no filme Inês de Portugal (1997).
Na universo discográfico, os trabalhos de António Semedo estão sobretudo ligados aos personagens que interpretou, como na peça O Processo de Jesus (1982), Os Patinhos ou a dobragem de Topo Gigio com uma canção própria de autoria de José Cid e Rui Guedes.
Como actor, na televisão, protagonizou a série pedagógica na área da ciência Turbolento (1988), no papel de Professor Pardelhas, e Os Mafarricos (1990), onde também assinou o guião. Participou ainda em telefilmes e séries para a RTP nas décadas de 1970 e 1980, maioritariamente. Em alguns destes trabalhos foi também encenador, produtor ou escritor. Foi ainda padrinho de algumas marchas populares de Lisboa.
António Semedo faleceu por volta de 2005.

## Cinema
- Malteses, Burgueses e às Vezes (1974)
- Inês de Portugal (1997)[10]

## Televisão
| Ano  | Título                              | Notas           | Ref.          |
| ---- | ----------------------------------- | --------------- | ------------- |
| 1965 | O Testamento Diabólico              |                 |               |
| 1965 | Os Três Natais da Avó Maria         |                 |               |
| 1978 | O Amigo de Peniche                  | Teatro          | [ 18 ]        |
| 1978 | A História do Natal                 |                 |               |
| 1979 | Rosa Enjeitada                      | Teatro          | [ 19 ]        |
| 1981 | A Mãe Martins                       |                 |               |
| 1982 | Sua Excelência o Pendura            | Teatro          | [ 20 ]        |
| 1988 | Turbolento                          | Prof. Pardelhas | [ 13 ] [ 12 ] |
| 1988 | Jáquitá                             |                 |               |
| 1989 | O Clube dos Antropófagos            |                 |               |
| 1990 | Os Mafarricos                       |                 | [ 14 ]        |
| 1992 | Comédia das Verdades e das Mentiras | Teatro          | [ 21 ]        |
| 1994 | Sozinhos em Casa                    |                 |               |
| 1994 | Mas que Rita Noite                  |                 |               |

## Teatro
| Ano  | Título                                                                      | Companhia/ Grupo                                                         | Ref.   |
| ---- | --------------------------------------------------------------------------- | ------------------------------------------------------------------------ | ------ |
| 1970 | Pobre Milionária                                                            | Empresa Vasco Morgado                                                    | [ 22 ] |
| 1970 | A Casa das Cabras                                                           | Empresa Vasco Morgado                                                    | [ 22 ] |
| 1970 | O Natal do Capuchinho                                                       | Empresa Vasco Morgado                                                    | [ 22 ] |
| 1971 | Quarenta Quilates                                                           | Empresa Vasco Morgado                                                    | [ 22 ] |
| 1971 | Férias na Lua                                                               |                                                                          | [ 22 ] |
| 1971 | Chançada d'a Vida do Grande D. Quixote de La Mancha e do Gordo Sancho Pança | Casa da Comédia                                                          | [ 22 ] |
| 1974 | Ó Pá, Pega na Vassoura!                                                     | Tequipa - Teatro de Equipa, Lda.                                         | [ 22 ] |
| 1975 | A Mão no Ar e o Pé Atrás                                                    | CTP - Companhia de Teatro Popular de Lisboa/ Companhia Popular de Teatro | [ 22 ] |
| 1978 | A Aldeia da Roupa Suja                                                      | Empresa Vasco Morgado                                                    | [ 22 ] |
| 1979 | Filomena Marturano                                                          |                                                                          | [ 22 ] |
| 1981 | A Tragédia da Rua das Flores                                                | Repertório - Cooperativa Portuguesa de Teatro                            | [ 22 ] |
| 1982 | O Processo de Jesus                                                         | Empresa Vasco Morgado                                                    | [ 22 ] |
| 1991 | A Grande Festa                                                              |                                                                          | [ 22 ] |

## Rádio - Teatro Radiofónico
- 1978 - A Cabana do Pai Tomás (folhetim)

...

## Dobragens
| Ano  | Título                         | Personagem                                            | Ref.                      |
| ---- | ------------------------------ | ----------------------------------------------------- | ------------------------- |
| 1981 | Topo Gigio                     | Topo Gigio                                            |                           |
| 1988 | Romance da Raposa              | Texugo D. Salamurdo                                   |                           |
| 1990 | Bia, a Pequena Feiticeira      | Paulo                                                 |                           |
| 1992 | O Regresso de D'Artacão        | D'Artacão Pom                                         |                           |
| 1994 | Pit, O Coelhinho Verde         |                                                       |                           |
| 1994 | A Aldeia dos Pequeninos        | Gaul                                                  |                           |
| 1994 | Super Dave: Daredevil for Hire | Super Dave                                            |                           |
| 1994 | Moto Ratos de Marte            | Modo Gordo                                            |                           |
| 1995 | Arrepios                       | (vários)                                              |                           |
| 1995 | Dr. Cobaia e Luvinha           | Dr. Cobaia                                            |                           |
| 1995 | Sailor Moon (Navegante da Lua) | Luna Neflite Doutor Tomoe Helios / Pegasus Outros     | [ 7 ] [ 9 ] [ 17 ] [ 23 ] |
| 1995 | Dragon Ball                    | Yamcha Tao Pai Pai Corvo Genial Outros                | [ 6 ] [ 8 ] [ 15 ] [ 23 ] |
| 1996 | Dragon Ball Z                  | Yamcha Kaíbe Cell Buu Buu Bom Dodoria Outros          |                           |
| 1996 | Dragon Flyz                    |                                                       |                           |
| 1996 | Gadget Boy                     | Chefe Stromboli                                       |                           |
| 1996 | Loucuras na Transilvânia       | Fingers Malone                                        |                           |
| 1996 | Todos os Cães Merecem o Céu    |                                                       |                           |
| 1997 | O Mundo Louco de Tex Avery     |                                                       |                           |
| 1997 | O Incrível Hulk                | General Ross                                          |                           |
| 1997 | Os Imortais                    | Arak Asklepios Malone Outros                          |                           |
| 1997 | Starla e as Jóias Encantadas   | Arquimedes                                            |                           |
| 1998 | Dragon Ball GT                 | Gil Yamcha Kaíbe Buu Buu Bom Outros                   |                           |
| 1998 | A Família dos Porquês?         | Matik                                                 |                           |
| 1998 | The Wild Thornberrys           | Nigel Thornberry                                      |                           |
| 1999 | Os Cavaleiros do Zodíaco       | Hyoga Ikki Mu Siegfried Julian Solo / Poseidon Outros | [ 6 ] [ 23 ]              |
| 2000 | Topo Gigio (anime)             | Topo Gigio                                            |                           |